# Stary Młyn (Rychlik)
Stary Młyn – część wsi Rychlik w Polsce położona w województwie wielkopolskim, w powiecie czarnkowsko-trzcianeckim, w gminie Trzcianka